# Atlanta Gamers
Gli Atlanta Gamers sono stati una franchigia di pallacanestro della WBA, con sede ad Atlanta, in Georgia, attivi dal 2012 al 2013.
Nacquero a Gastonia nel 2012, come Gastonia Gamers, per trasferirsi ad Atlanta l'anno successivo. Nel 2013 persero in semifinale con gli Upstate Heat.

## Stagioni
| Stagione | Lega | Denominazione   | V | P | % | Piazzamento | Play-off   |
| -------- | ---- | --------------- | - | - | - | ----------- | ---------- |
| 2012     | WBA  | Gastonia Gamers |   |   |   |             |            |
| 2013     | WBA  | Atlanta Gamers  |   |   |   | 4º          | Semifinale |